# Вега-312

Радиола «Вега-312» — крупный план

Радиола «Вега-312» — шкала

Радиола «Вега-312» — вид на внутренности (ЭПУ не «родное»)

«Вега-312» — бытовая стереофоническая радиола третьего класса, выпускавшаяся с 1972 года  Бердским радиозаводом.

## Основные технические данные
Напряжение питания — 127 либо 220 В переменного тока (частотой 50 Гц);
Мощность, потребляемая от сети — не более 60 Вт (при воспроизведении грамзаписи на максимальной громкости);
Диапазоны принимаемых волн (частот):
Длинные волны (ДВ) — 2000—735,3 м (150—408 кГц);
Средние волны (СВ) — 571,4 — 186,9 м (525—1605 кГц);
Короткие волны I (КВ — I) — 75,9 — 40,0 м (3,95 — 7,5 МГц);
Короткие волны II (КВ — II) — 32 — 24,8 м (9,35 — 12,1 МГц);
Ультракороткие волны (УКВ) — 4,56 — 4,11 м (65,8 — 73,0 МГц).
Чувствительность, не хуже, в диапазонах:
ДВ — 200 мкВ;
СВ — 150 мкВ;
КВ — I, КВ — II — 300 мкВ;
УКВ — 15 мкВ.
Порог срабатывания стереоиндикатора: 150 мкВ.
Выходная мощность каждого из каналов — 2 Вт номинальная, 3 Вт максимальная.
Габаритные размеры: радиолы 220×540×380 мм, акустических систем 376×262×190 мм.
Вес — радиолы не более 14,6 кг, каждой из акустических систем не более 3,5 кг.

## Архитектура
Радиола состоит из шести блоков: УКВ, КСДВ, стереодекодера, двух УМЗЧ, ЭПУ. Также радиола содержит детали, расположенные вне блоков.

### УКВ
Блок выполнен на двух транзисторах ГТ313: ГТ313Б — во входном апериодическом усилителе, ГТ313А — в гетеродине, совмещённом со смесителем. Блок также содержит варикап Д902, участвующий в системе автоматической подстройки частоты гетеродина (АПЧГ), и ограничительный точечный диод Д20.

### КСДВ
Этот блок, помимо полного АМ тракта, содержит и другие узлы: коммутатор сигналов, выпрямитель с фильтром, параметрический стабилизатор. Его усилитель ПЧ используется не только в АМ, но и в ЧМ тракте.
На входе АМ тракта расположен преобразователь частоты, гетеродин и смеситель которого выполнены на одинаковых транзисторах ГТ322А. На ещё двух таких же транзисторах выполнен совмещённый усилитель ПЧ АМ и ЧМ трактов.
Детектор ЧМ выполнен на двух точечных диодах Д9В, детектор АМ — на одном таком же диоде. После детектора ЧМ расположен дополнительный каскад на транзисторе КТ315Б.
Коммутатор сигналов не содержит активных элементов.
Выпрямитель (мостовой, на четырёх диодах КД202В) с фильтром вырабатывает нестабилизированное напряжение −20 В для питания УМЗЧ. Из него также вырабатываются другие напряжения: стабилизированное −9 В для питания АМ тракта (вырабатывается параметрическим стабилизатором на стабилитроне Д814Б), нестабилизированное −13 В для питания стереодекодера (вырабатывается делителем напряжения, не содержащим активных элементов).

### Стереодекодер
Выполнен на трёх транзисторах МП40А. Полярный детектор стереодекодера мостовой, на четырёх диодах Д9В. Узел управления стереоиндикатором состоит из однополупериодного выпрямителя на диоде Д226Д (питающегося от обмотки подсветки шкалы) и усилителя постоянного тока на двух транзисторах КТ315Б.

### УМЗЧ
Два одинаковых блока УМЗЧ состоят из усилителя напряжения на транзисторах КТ315Б, и трёх МП40, одном МП40А, и двухтактного усилителя мощности, верхнее плечо которого представляет собой составной транзистор из транзисторов МП40А и П214А, а нижнее — составной транзистор из транзисторов МП37Б и П214А. Выход усилителя бестрансформаторный.

### ЭПУ
В радиоле применено унифицированное ЭПУ типа II-ЭПУ-52С с пьезоэлектрической головкой звукоснимателя ГЗКУ-631Р. Оно питается переменным напряжением 127 В от отвода первичной обмотки трансформатора питания. Допустимые отклонения напряжения питания ±10 %. Частота питающего тока 50 Гц. Потребляемая мощность не более 10 Вт. Скорость вращения диска 78, 45, 33 1/3 об/мин. Наибольший диаметр проигрываемых пластинок 303 мм. Габариты 320×245×128 мм. Масса 3,4 кг.

### Детали, расположенные вне блоков
Вне блоков расположены: держатель плавкой вставки, переключатель напряжения, двухполюсный выключатель сети, трансформатор питания, две лампы подсветки шкалы, одна лампа стереоиндикатора (все лампы рассчитаны на напряжение 6,3 В и ток 0,2 А), четыре сдвоенных переменных резистора: «Громкость», «Баланс», «Тембр ВЧ», «Тембр НЧ», разъёмы для подключения антенн КСДВ и УКВ, заземления, магнитофона, акустических систем.
К радиоле прилагаются акустические системы закрытого типа, каждая из которых содержит по одной динамической головке 3ГД38.

## Преимущества
- Акустические системы закрытого типа, обеспечивающие высокие кпд и качество звучания;
- Наличие подсветки шкалы и стереоиндикатора;
- Трёхскоростное ЭПУ;
- Добротное верньерно-шкальное устройство с маховиком;
- Отсутствие шумов при приёме во всех диапазонах.

## Недостатки
- Отсутствие индикаторов настройки и уровня сигнала;
- Отсутствие в выходном сигнале приятных для слуха чётных гармоник;
- Сравнительно высокая для полностью полупроводниковой модели потребляемая мощность;
- Отсутствие магнитной антенны
- Отсутствие выхода на головные стереофонические телефоны

## Варианты цветовых решений
Радиолы «Вега-312» различных выпусков отличаются цветом шкалы (тёмно-синий либо чёрный), крышки ЭПУ (прозрачный либо чёрный), клавиш, иных элементов отделки.

## Техника безопасности
Хотя радиола выполнена на транзисторах и имеет трансформаторное питание, она содержит узлы, гальванически связанные с сетью и использующие опасные для жизни напряжения: первичные цепи силового трансформатора, двигатель ЭПУ (который питается автотрансформаторным способом) и цепи его коммутации.

## Советы по реставрации
Не следует спешить искать в радиоле неисправность, если отсутствует прохождение сигнала с АМ детектора к УМЗЧ. Достаточно отжать клавишу «стерео» — схема радиолы построена таким образом, что когда эта клавиша нажата, сигнал с АМ детектора и не будет проходить;
Попытка переключить напряжение питания радиолы на 237 В для облегчения режимов её элементов ни к чему не приведёт — хотя у переключателя напряжения такое положение и имеется, у силового трансформатора соответствующего отвода нет. Радиола в этом положении переключателя просто не включится.

## Радиолы, использующие «Вегу-312» в качестве базовой модели

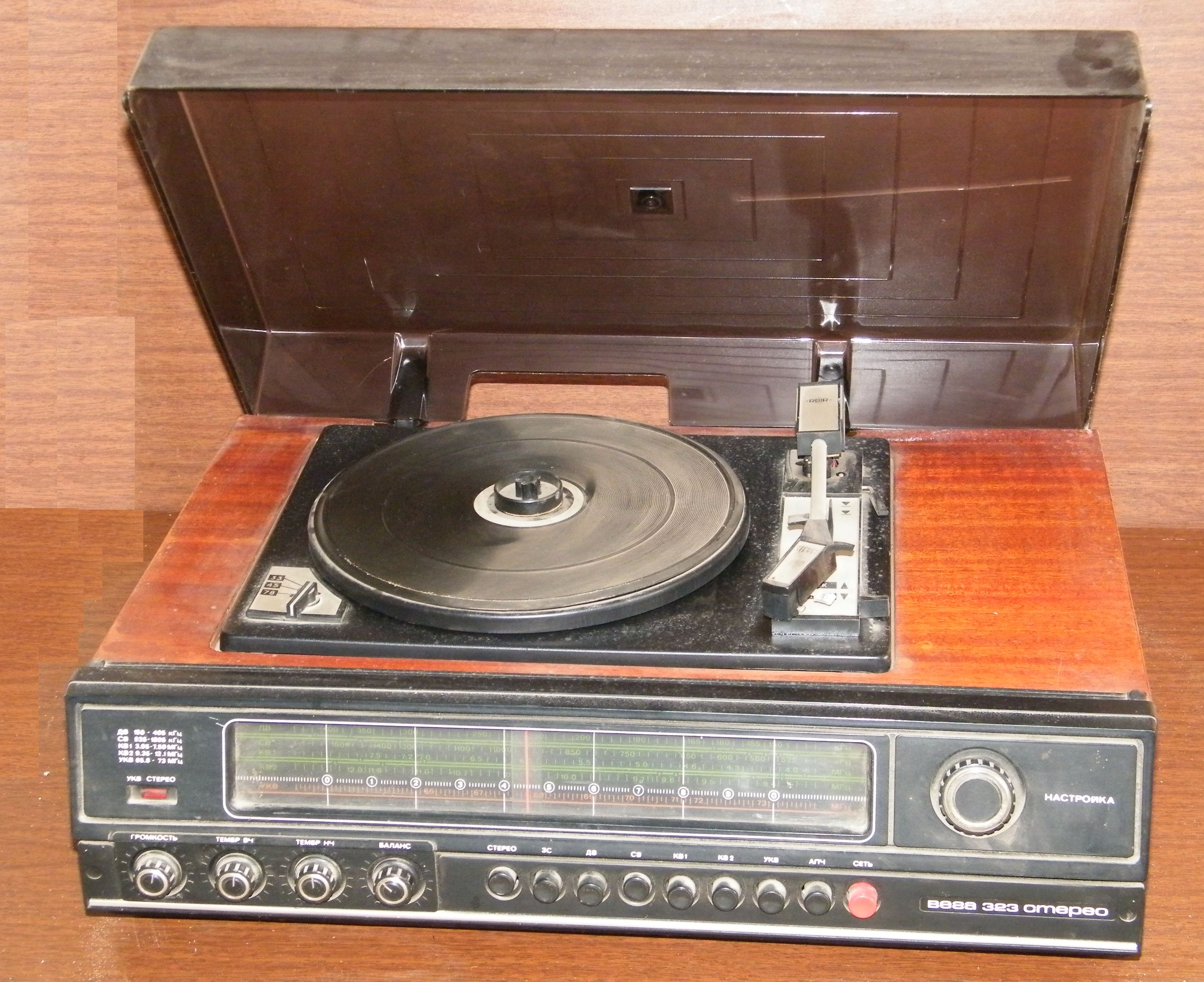
«Вега-323 стерео»

### «Вега-313»
Выпущенный в 1973 году недорогой монофонический вариант радиолы. В отличие от базовой модели, содержит встроенную в корпус акустическую систему, а ЭПУ, напротив, выполнено выносным. В радиоле отсутствуют узлы, не требующиеся в монофоническом варианте: стереодекодер, второй УМЗЧ, стереофоническое ЭПУ заменено монофоническим, улучшен дизайн.

### «Вега-319»
Эта модель, 1974 года выпуска — снова стереофоническая, конструкция и дизайн возвращены к базовой модели. В радиоле применены блоки УМЗЧ повышенной мощности: 3 Вт номинальная, 10 Вт максимальная. Достигнуто это заменой транзисторов: в предоконечном каскаде — МП26Б вместо МП40А, в составных транзисторах верхнего и нижнего плеча усилителя мощности первые транзисторы заменены, соответственно, на ГТ402Г вместо МП40А и ГТ404Г вместо МП37Б. Вместо обычных «колонок» к радиоле прилагается новинка тех лет — шарообразные акустические системы, каждая из которых содержит динамические головки 6ГД-6 и 6ГД-11 и кроссовер. Такая акустическая система имеет уменьшенный вес: 2,3 кг.